# Allium pseudoflavum
Allium pseudoflavum — вид трав'янистих рослин родини амарилісові (Amaryllidaceae), поширений у Західній Азії.

## Опис
Цибулина довгаста або яйцеподібна, діаметром 0.8–1.2 см; зовнішні оболонки коричневі або сіруваті, внутрішні коричневі, жовтуваті з чіткими паралельними жилками. Стебло 20–50 см. Листки лінійно-ниткоподібні, завширшки 0.5 мм завширшки, напівциліндричні. Зонтик діаметром 2–4 см, нещільний. Оцвітина еліпсоїдно-дзвінчаста; сегменти блідо-жовті або зеленувато-жовті, рідко з відтінком рожевого або фіолетового кольору, блискучі, еліптично-довгасті, 3.5–4 мм, тупі. Коробочка кулясто-стиснена, 3.5–4 мм.

## Поширення
Поширення: Іран, Закавказзя, Туреччина.
Населяє гірський степ, полиновий степ, сухі скелясті магматичні схили, поля під паром та окраїни полів, узбіччя доріг, на засолених і м'яких вапняних ґрунтах, 300–2000 м.